# Theretra cajus
Theretra cajus är en fjärilsart som beskrevs av Pieter Cramer 1770. Theretra cajus ingår i släktet Theretra och familjen svärmare. Inga underarter finns listade i Catalogue of Life.

## Bildgalleri

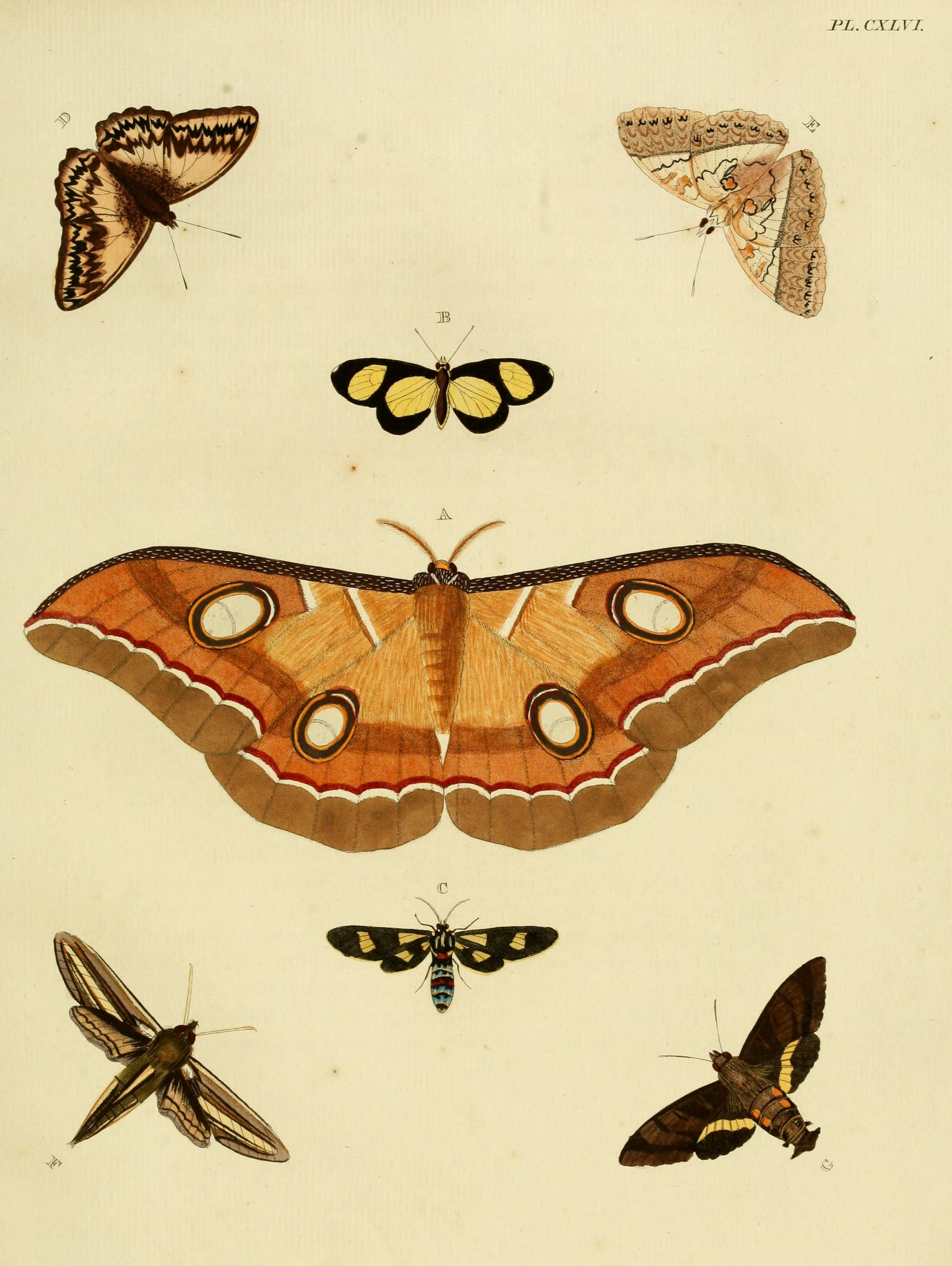